# Octopus harpedon
Octopus harpedon is een inktvissensoort uit de familie van de Octopodidae. De wetenschappelijke naam van de soort is voor het eerst geldig gepubliceerd in 2001 door Norman.